# Mitsuoka

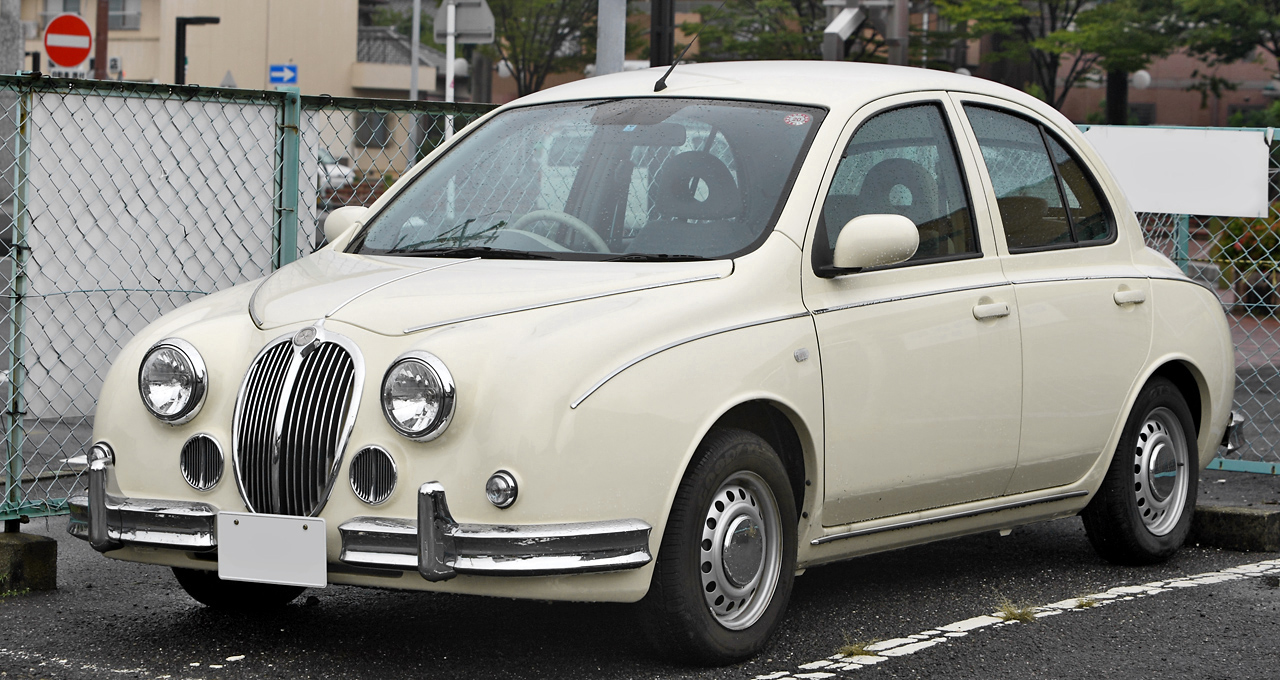
Mitsuoka Viewt, inspirado no Jaguar Mark 2 e Nissan Micra.

Mitsuoka Motors é uma pequena companhia automobilística japonesa. A empresa se destaca por construir carrocerias que unem a modernidade tecnológica japonesa ao visual retro dos automóveis britânicos das décadas de 1950 e 1960. Seu fundador, Sesumu Mitsuoka era um engenheiro mecânico na década de 1960 a partir da década de 1980 passou a montar automóveis baseados em modelos de serie como Nissan March, Mazda Miata e Nissan Silvia. Neles, os carros de serie eram modificados na parte externa e recebiam visual dos carros britânicos. Alem da customização, a empresa também produz o Orochi um esportivo inspirado no Honda NSX e o K2 replica do Messerschmitt, carro bolha popular da década de 1950.

## Modelos atuais
- Cute
- Galue
- Viewt
- Ryoga
- Le Seyde
- K2
- Mitsuoka Viewt
- Mitsuoka Rock Star

## Modelos extintos
- Mitsuoka K-1
- Mitsuoka K-2
- Mitsuoka K-3
- Mitsuoka K-4[2]
- Mitsuoka Ryoga
- Mitsuoka Orochi